# Anthony Minghella
Anthony Minghella (6 ianuarie 1954 - 18 martie 2008) a fost un regizor, scenarist și producător britanic, născut în Insula Wight, fiu al unor imigranți italieni.

## Biografie
Cele mai importante filme ale lui suntː ca regizor "Pacientul Englez" (1996), "Talentatul Domn Ripley" (1999) si "Cold Mountain"(2003, ca scenarist Truly Madly Deeply (1991), iar ca producător Cititorul (2008). Pentru Pacientul englez a primit (în 1997) Premiul Oscar pentru Cel mai bun regizor.